# Чемпионат мира по хоккею с шайбой 2007
Чемпионат мира по хоккею с шайбой 2007 года — 71-й по счёту Чемпионат мира проходил в Москве (на Ходынке) и подмосковных Мытищах с 27 апреля по 13 мая. В прошлом СССР становился местом проведения мирового первенства четыре раза (1957, 1973, 1979 и 1986 годы), а в истории современной России — это второй раз (после 2000 года).
Чемпионом мира стала сборная Канады, победившая в финале сборную Финляндии со счетом 4:2.
Бронзовым призёром стала сборная России, обыгравшая в матче за третье место сборную Швеции со счетом 3:1.
Сборные Украины и Австрии выбыли в первый дивизион.

## Команды
В скобках указано количество очков в рейтинге сборных ИИХФ на апрель 2007 года
По сравнению с предыдущим чемпионатом в формате проведения турнира не было изменений. Участвовало 16 команд. Две худшие команды выбыли в дивизион I, а оттуда две лучшие команды на следующий год получили право играть среди сильнейших сборных. Германия и Австрия, выигравшие свои группы во втором дивизионе в 2006 году выиграли путёвку на чемпионат мира в Москве и Мытищах.
| - Швеция (2640) Подробнее - Чехия (2575) Подробнее - Финляндия (2480)Подробнее - Канада (2470) Подробнее - Россия (2415) Подробнее - Словакия (2350) Подробнее - США (2315) Подробнее - Швейцария (2250) Подробнее | - Латвия (2115) Подробнее - Беларусь (2105) Подробнее - Германия (1965)Подробнее - Норвегия (1920) Подробнее - Украина (1920) Подробнее - Дания (1915) Подробнее - Италия (1915) Подробнее - Австрия (1855) Подробнее |  |

## Организация
В октябре 2006 года руководителем организационного комитета по проведению чемпионата мира был назначен полномочный представитель президента России в Центральном федеральном округе Георгий Полтавченко.
Билеты
Билеты на матчи начали продавать в октябре 2006 года. Это обусловилось тем, что расписание турнира утвердилось только за месяц до этого. Сначала цены на билеты установила ФХР, а затем их утвердила Международная Федерация Хоккея на Льду (ИИХФ). Оргкомитет соревнований заверял, что стоимость билетов для россиян и иностранцев была единой — это требование ИИХФ.
Также оргкомитет предложил приобретать билеты пакетами — сразу на несколько матчей. Предусматривались льготы для детей. На дневные матчи детей и юных хоккеистов пускали бесплатно.
Самые дешёвые билеты на чемпионат были доступны по 150 рублей. Также были предусмотрены VIP-ложи, билеты на которые стоили от нескольких тысяч рублей и выше. Билеты можно было заказать и купить на официальном сайте турнира.
Талисман
Талисман чемпионата был утвержден во время визита в Москву 11-13 сентября 2006 года делегации Международной федерации хоккея. Им стал медведь. Стилизованный под хоккеиста медведь был официальным талисманом уже трех московских чемпионатов мира — в 1973, 1979 и 1986 году. Все три этих турнира выиграла сборная СССР. В 2000 году чемпионат мира принимал Санкт-Петербург, его символом был лось, а выступление сборной России на том турнире завершилось провалом — 11-м местом при шестнадцати участниках.
Имя талисману было дано позже по результатам специального опроса болельщиков. Федерация хоккея России (ФХР) предоставила возможность для всех болельщиков принять участие в конкурсе, по определению имени талисмана чемпионата мира. Для участия в конкурсе все желающие могли прислать свои предложения на электронную почту ФХР. Победитель конкурса получил билет на финальный матч ЧМ, а также майку с автографами игроков сборной России.
Медведь получил имя Тимка (в латинской транскрипции — Teamka). Победителем конкурса стал россиянин Виктор Аничкин, проживающий в Подмосковье. Всего в ИИХФ было прислано более 70 вариантов (Руська, Хокки, Умка, Клюх, Капитоша и другие). Окончательное решение об имени талисмана было принято в четверг 28 сентября на конгрессе ИИХФ в Афинах.
Стадионы
Изначально планировалось, что турнир примут Москва и Санкт-Петербург. Однако в июле 2006 года Международная Федерация хоккея приняла решение переносе матчей в Москву. Игры мирового первенства прошли в Ледовом дворце на Ходынском поле и на льду «Арены Мытищи».
Мытищинская Арена

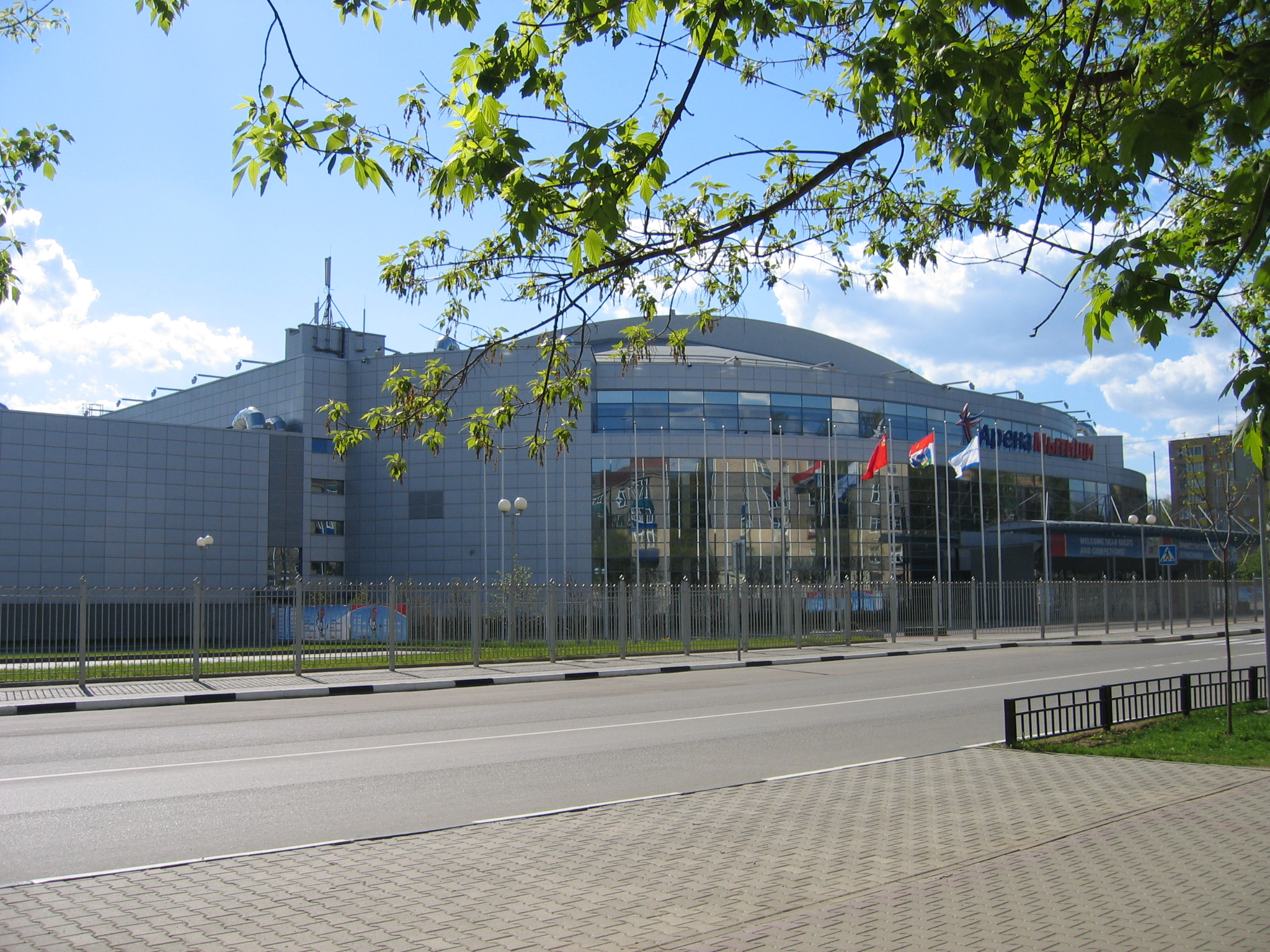
«Арена Мытищи»

Ледовый дворец «Арена Мытищи» вмещает до 9 тысяч человек и полностью соответствует международным стандартам. Стадион является официальной домашней ареной хоккейного клуба «Химик» МО (ныне — ХК «Атлант», Московская область). Арена также может принимать соревнования по баскетболу, волейболу, всем видам борьбы, бальным танцам, гимнастике, а также для организации концертов. Арена вступила в строй в ноябре 2005 года и считается одним из лучших хоккейных стадионов страны. Общая площадь застройки 15.620 кв.м.
Ходынская арена
Строительство нового Ледового дворца началось 2 ноября 2005 года. Мэр Москвы Юрий Лужков заложил в фундамент нового сооружения памятную капсулу и пообещал, что «все будет на высшем уровне». Арена, расположенная в восточной части Ходынского поля, вмещает около 15 тысяч зрителей. Во Дворце разместились тренировочные залы, места для отдыха спортсменов и зрителей, кафе и другие объекты. «Ледовый дворец будет предназначен не только для хоккея. Он будет работать как многоаспектный, многофункциональный комплекс Москвы», — сказал Лужков. Общая площадь нового спортивного сооружения составляет 57 с половиной тысяч квадратных метров. В центре дворца разместилась ледовая арена размером 60 на 30 метров. Строительство закончилось в декабре 2006 года. Официальное открытие состоялось 11 числа того же месяца и было приурочено к третьему этапу Евротура, прошедшего на этой арене.
Судьи
Десять главных судей и 15 линейных судей были утверждены на полугодовом конгрессе Международной хоккейной федерации, который прошёл в Афинах. В десятке главных судей — один россиянин Вячеслав Буланов. Среди помощников главных судей — россияне Константин Горденко и Юрий Оскирко, белорус Иван Дедюля, латыш Ансис Эглитис, украинец Андрей Кича.
| Главные | Линейные судьи |
| --- | --- |
| В.Буланов (Россия), Д.Хансен (США), О.Хансен (Норвегия), Йонак (Словакия), Минар (Чехия), Г.Пеллерин (Канада), Рейбер (Швейцария), Ронн (Финляндия), Шутц (Германия), Виннерборг (Швеция). | К. Горденко (Россия), Ю.Оскирко (Россия), Дедюля (Беларусь), Эглитис (Латвия), Феола (США), Фонселиус (Финляндия), Гемейнхардт (Германия), Якобсен (Дания), Карлберг (Швеция), Кича (Украина), Лосье (Канада), Масик (Словакия), Пузар (Чехия), Верли (Швейцария), Затта (Италия). |

## Предварительный этап

### Группа А
Место проведения матчей — Москва
| Место | Команда   | И | В | ВО | ПО | П | Ш      | О |
| ----- | --------- | - | - | -- | -- | - | ------ | - |
| I     | Швеция    | 3 | 3 | 0  | 0  | 0 | 21 — 3 | 9 |
| II    | Швейцария | 3 | 2 | 0  | 0  | 1 | 4 — 8  | 6 |
| III   | Италия    | 3 | 0 | 1  | 0  | 2 | 6 — 12 | 2 |
| IV    | Латвия    | 3 | 0 | 0  | 1  | 2 | 6 — 14 | 1 |

| 28 апреля 2007 16:15 (UTC+2) | Швейцария | 2 : 1 (0:0, 2:1, 0:0) | Латвия | Мегаспорт, Москва Зрителей: 6668 |

| Отчёт                                       | Отчёт      | Отчёт                             | Отчёт  | Отчёт           |
| ------------------------------------------- | ---------- | --------------------------------- | ------ | --------------- |
|                                             |            |                                   |        |                 |
|                                             | Хиллер     | Вратари                           | Наумов | Судья: Пеллерен |
|                                             | Голы:      |                                   |        | Судья: Пеллерен |
| Вихзер (Жаннин) 35:50 Жаннин (Вихзер) 39:10 | 0:1 :1 2:1 | 28:25 Дарзиньш (Берзиньш, Редлих) |        | Судья: Пеллерен |
|                                             |            |                                   |        | Судья: Пеллерен |
|                                             |            |                                   |        | Судья: Пеллерен |
|                                             |            |                                   |        | Судья: Пеллерен |
| 8 мин                                       | Штраф      | 10 мин                            |        | Судья: Пеллерен |
|                                             |            |                                   |        |                 |
|                                             | 26         | Броски                            | 16     |                 |

| 28 апреля 2007 20:15 (UTC+2) | Швеция | 7 : 1 (2:1, 4:0, 1:0) | Италия | Мегаспорт, Москва Зрителей: 4420 |

| Отчёт | Отчёт                           | Отчёт                           | Отчёт   | Отчёт                   |
| --- | ------------------------------- | ------------------------------- | ------- | ----------------------- |
| |                                 |                                 |         |                         |
| | Юхан Баклунд                    | Вратари                         | Карпано | Судья: Вячеслав Буланов |
| | Голы:                           |                                 |         | Судья: Вячеслав Буланов |
| Юхан Давидссон (Хедстрём) 15:31 Фредрик Эмвалль (Окерман, Тернстрём) (бол.) 17:19 Мортенссон (Тернстрём,Бэкстрём) 23:40 Бремберг (Ю. Давидссон, Хёрнквист) (бол.) 25:17 Юхан Давидссон (Хёрнквист) 28:43 Хедстрём (Тернстрём, Эмвалль) (бол.) 29:53 Холльберг (Бремберг, Ю. Давидссон) (бол.) 51:50 | 0:1 1:1 2:1 3:1 4:1 5:1 6:1 7:1 | 3:07 Де Беттин (Маргони) (бол.) |         | Судья: Вячеслав Буланов |
| |                                 |                                 |         | Судья: Вячеслав Буланов |
| |                                 |                                 |         | Судья: Вячеслав Буланов |
| |                                 |                                 |         | Судья: Вячеслав Буланов |
| 10 мин | Штраф                           | 14 мин                          |         | Судья: Вячеслав Буланов |
| |                                 |                                 |         |                         |
| | 50                              | Броски                          | 15      |                         |

| 30 апреля 2007 16:15 (UTC+2) | Швейцария | 2 : 1 (1:0, 0:0, 1:1) | Италия | Мегаспорт, Москва Зрителей: 6520 |

| Отчёт                                                                            | Отчёт       | Отчёт                    | Отчёт | Отчёт              |
| -------------------------------------------------------------------------------- | ----------- | ------------------------ | ----- | ------------------ |
|                                                                                  |             |                          |       |                    |
|                                                                                  | Хиллер      | Вратари                  | Хелль | Судья: Рихард Шутц |
|                                                                                  | Голы:       |                          |       | Судья: Рихард Шутц |
| Безина (Ди Пьетро, Лемм) (бол.) 15:44 Рютеманн (Блинденбахер, Лемм) (бол.) 51:57 | 1:0 1:1 2:1 | 44:18 Ансольди (Рамозер) |       | Судья: Рихард Шутц |
|                                                                                  |             |                          |       | Судья: Рихард Шутц |
|                                                                                  |             |                          |       | Судья: Рихард Шутц |
|                                                                                  |             |                          |       | Судья: Рихард Шутц |
| 8 мин                                                                            | Штраф       | 18 мин                   |       | Судья: Рихард Шутц |
|                                                                                  |             |                          |       |                    |
|                                                                                  | 28          | Броски                   | 18    |                    |

| 30 апреля 2007 20:15 (UTC+2) | Латвия | 2 : 8 (0:1, 0:3, 2:4) | Швеция | Мегаспорт, Москва Зрителей: 5250 |

| Отчёт                                                                           | Отчёт                                   | Отчёт | Отчёт      | Отчёт              |
| ------------------------------------------------------------------------------- | --------------------------------------- | --- | ---------- | ------------------ |
|                                                                                 |                                         | |            |                    |
|                                                                                 | Масальскис, Наумов (40:00)              | Вратари | Хенрикссон | Судья: Пефер Йонак |
|                                                                                 | Голы:                                   | |            | Судья: Пефер Йонак |
| Даугавиньш (Васильев, Сорокин) (бол.) 41:00 Широков (Мациевский, Ерофеев) 42:31 | 0:1 0:2 0:3 0:4 1:4 2:4 2:5 2:6 2:7 2:8 | 0:29 Никлас Бекстрём (А. Стеен, Йёнссон) 26:28 Окерман (Хедстрём) 28:03 Валлин (Окерман, Мортенссон) (бол.) 38:15 Бремберг (Тернстрём, Давидссон) 43:08 Йоханссон (Тернстрём, Бэкстрём) 55:13 Хёрнквист (Бремберг, Тернстрём) 56:30 Варг (Йёнссон) 57:15 Тернстрём (Хёрнквист, Давидссон) |            | Судья: Пефер Йонак |
|                                                                                 |                                         | |            | Судья: Пефер Йонак |
|                                                                                 |                                         | |            | Судья: Пефер Йонак |
|                                                                                 |                                         | |            | Судья: Пефер Йонак |
| 24 мин                                                                          | Штраф                                   | 18 мин |            | Судья: Пефер Йонак |
|                                                                                 |                                         | |            |                    |
|                                                                                 | 24                                      | Броски | 30         |                    |

| 2 мая 2007 16:15 (UTC+2) | Италия | 4 : 3 (ОТ) (0:1, 1:0, 2:2, 1:0) | Латвия | Мегаспорт, Москва Зрителей: 6180 |

| Отчёт | Отчёт                       | Отчёт | Отчёт  | Отчёт               |
| --- | --------------------------- | --- | ------ | ------------------- |
| |                             | |        |                     |
| | Хелль                       | Вратари | Наумов | Судья: Гай Пеллерен |
| | Голы:                       | |        | Судья: Гай Пеллерен |
| Чироне (Лоренци, Страццабоско) (бол.) 23:03 Ансольди 56:41 Боргателло (Чироне, Сканделла) 57:41 Чироне (Синьоретти) 64:10 | 0:1 1:1 1:2 2:2 3:2 3:3 4:3 | 14:51 Дарзиньш (Лавиньш, Сорокин) (бол.) 51:43 Даугавиньш (Ципулис, Васильев) 58:09 Дарзиньш (Сорокин, Редлих) |        | Судья: Гай Пеллерен |
| |                             | |        | Судья: Гай Пеллерен |
| |                             | |        | Судья: Гай Пеллерен |
| |                             | |        | Судья: Гай Пеллерен |
| 6 мин | Штраф                       | 6 мин |        | Судья: Гай Пеллерен |
| |                             | |        |                     |
| | 23                          | Броски | 35     |                     |

| 2 мая 2007 20:15 (UTC+2) | Швеция | 6 : 0 (0:0, 5:0, 1:0) | Швейцария | Мегаспорт, Москва Зрителей: 4900 |

| Отчёт | Отчёт                   | Отчёт   | Отчёт   | Отчёт             |
| --- | ----------------------- | ------- | ------- | ----------------- |
| |                         |         |         |                   |
| | Юхан Баклунд            | Вратари | Айбишер | Судья: Оле Хансен |
| | Голы:                   |         |         | Судья: Оле Хансен |
| Тёрнберг (Йёнссон, Мортенссон) 21:00 Стролман (Мортенссон, Давидссон) (бол.) 23:46 Хёрнквист (Холльберг, Давидссон) (бол.) 24:43 Давидссон (Бремберг, Холльберг) 27:42 Давидссон (Энстрём, Холльберг) (бол.) 38:22 Валлин (Варг, Окерман) (бол.) 47:00 | 1:0 2:0 3:0 4:0 5:0 6:0 |         |         | Судья: Оле Хансен |
| |                         |         |         | Судья: Оле Хансен |
| |                         |         |         | Судья: Оле Хансен |
| |                         |         |         | Судья: Оле Хансен |
| 12 мин | Штраф                   | 26 мин  |         | Судья: Оле Хансен |
| |                         |         |         |                   |
| | 29                      | Броски  | 8       |                   |

### Группа В
Место проведения матчей — Мытищи
| Место | Команда  | И | В | ВО | ПО | П | Ш      | О |
| ----- | -------- | - | - | -- | -- | - | ------ | - |
| I     | Чехия    | 3 | 3 | 0  | 0  | 0 | 18 — 6 | 9 |
| II    | США      | 3 | 2 | 0  | 0  | 1 | 14 — 7 | 6 |
| III   | Беларусь | 3 | 1 | 0  | 0  | 2 | 8 — 15 | 3 |
| IV    | Австрия  | 3 | 0 | 0  | 0  | 3 | 5 — 17 | 0 |

| 27 апреля 2007 20:15 (UTC+2) | Беларусь | 2 : 8 (1:4, 1:1, 0:3) | Чехия | Арена Мытищи, Мытищи Зрителей: 5400 |

| Отчёт                                                   | Отчёт                                   | Отчёт | Отчёт    | Отчёт               |
| ------------------------------------------------------- | --------------------------------------- | --- | -------- | ------------------- |
|                                                         |                                         | |          |                     |
|                                                         | Мезин                                   | Вратари | Чехманек | Судья: Брент Райбер |
|                                                         | Голы:                                   | |          | Судья: Брент Райбер |
| Антоненко (Заделенов) 16:18 Антоненко (Заделенов) 27:40 | 0:1 0:2 1:2 1:3 1:4 1:5 2:5 2:6 2:7 2:8 | 7:57 Глинка (Сикора, Жидлицки) (бол.) 10:19 Выборны (Сикора) (бол.) 16:31 Плеканец (Олеш) 18:41 Олеш (Плеканец) (мен.) 27:21 Сикора (Жидлицки, Глинка) 42:27 Плеканец (Баринка, Иргл) 45:13 Марек (Чаянек) (бол.) 45:28 Иргл |          | Судья: Брент Райбер |
|                                                         |                                         | |          | Судья: Брент Райбер |
|                                                         |                                         | |          | Судья: Брент Райбер |
|                                                         |                                         | |          | Судья: Брент Райбер |
| 18 мин                                                  | Штраф                                   | 14 мин |          | Судья: Брент Райбер |
|                                                         |                                         | |          |                     |
|                                                         | 23                                      | Броски | 30       |                     |

| 27 апреля 2007 16:15 (UTC+2) | США | 6 : 2 (3:1, 1:1, 2:0) | Австрия | Арена Мытищи, Мытищи Зрителей: 1900 |

| Отчёт | Отчёт                           | Отчёт                                                          | Отчёт | Отчёт                |
| --- | ------------------------------- | -------------------------------------------------------------- | ----- | -------------------- |
| |                                 |                                                                |       |                      |
| | Грэм                            | Вратари                                                        | Дивис | Судья: Данни Курманн |
| | Голы:                           |                                                                |       | Судья: Данни Курманн |
| Кессел (Холл) 1:59 Петерсен (Сатер) 10:22 Стемпняк (Коул, Штястны) (бол.) 17:13 Кларк (Баллард, Штястны) 20:24 Коул (Потье) 40:14 Боченски (Стемпняк, Хатчинсон) (бол.) 53:02 | 1:0 2:0 2:1 3:1 4:1 4:2 5:2 6:2 | 14:51 Райм.Дивис (Шулер, Баумгартнер) 30:51 Зетцингер (Ребекк) |       | Судья: Данни Курманн |
| |                                 |                                                                |       | Судья: Данни Курманн |
| |                                 |                                                                |       | Судья: Данни Курманн |
| |                                 |                                                                |       | Судья: Данни Курманн |
| 14 мин | Штраф                           | 14 мин                                                         |       | Судья: Данни Курманн |
| |                                 |                                                                |       |                      |
| | 47                              | Броски                                                         | 16    |                      |

| 29 апреля 2007 16:15 (UTC+2) | Чехия | 6 : 1 (2:0, 1:1, 3:0) | Австрия | Арена Мытищи, Мытищи Зрителей: 2500 |

| Отчёт | Отчёт                       | Отчёт                   | Отчёт   | Отчёт             |
| --- | --------------------------- | ----------------------- | ------- | ----------------- |
| |                             |                         |         |                   |
| | Чехманек                    | Вратари                 | Брюклер | Судья: Оле Хансен |
| | Голы:                       |                         |         | Судья: Оле Хансен |
| Сикора (Глинка, Жидлицки) (бол.) 3:55 Глинка (Выборны) 10:04 Часлава (Жидлицки, Сикора) (бол.) 31:02 Баринка (Иргл, Плеканец) 44:07 Глинка (Жидлицки, Выборны) 48:24 Марек (Михалек, Чаянек) (бол.) 55:07 | 1:0 2:0 3:0 3:1 4:1 5:1 6:1 | 37:08 Райн.Дивис (бол.) |         | Судья: Оле Хансен |
| |                             |                         |         | Судья: Оле Хансен |
| |                             |                         |         | Судья: Оле Хансен |
| |                             |                         |         | Судья: Оле Хансен |
| 12 мин | Штраф                       | 12 мин                  |         | Судья: Оле Хансен |
| |                             |                         |         |                   |
| | 37                          | Броски                  | 27      |                   |

| 29 апреля 2007 20:15 (UTC+2) | США | 5 : 1 (3:0, 2:0, 0:1) | Беларусь | Арена Мытищи, Мытищи Зрителей: 3600 |

| Отчёт | Отчёт                   | Отчёт                      | Отчёт | Отчёт                    |
| --- | ----------------------- | -------------------------- | ----- | ------------------------ |
| |                         |                            |       |                          |
| | Грэм                    | Вратари                    | Мезин | Судья: Маркус Виннерборг |
| | Голы:                   |                            |       | Судья: Маркус Виннерборг |
| Джонсон (Боченски) 2:40 Стемпняк (Арнасон) 4:47 Лероуз (Петерсен) 17:45 Кларк (Штястны) 24:30 Стемпняк (Кларк) (бол.) 35:05 | 1:0 2:0 3:0 4:0 5:0 5:1 | 43:31 Антоненко (Кукушкин) |       | Судья: Маркус Виннерборг |
| |                         |                            |       | Судья: Маркус Виннерборг |
| |                         |                            |       | Судья: Маркус Виннерборг |
| |                         |                            |       | Судья: Маркус Виннерборг |
| 14 мин | Штраф                   | 18 мин                     |       | Судья: Маркус Виннерборг |
| |                         |                            |       |                          |
| | 29                      | Броски                     | 21    |                          |

| 1 мая 2007 20:15 (UTC+2) | Чехия | 4 : 3 (1:0, 1:1, 2:2) | США | Арена Мытищи, Мытищи Зрителей: 6100 |

| Отчёт | Отчёт                       | Отчёт                                                                                               | Отчёт | Отчёт                   |
| --- | --------------------------- | --------------------------------------------------------------------------------------------------- | ----- | ----------------------- |
| |                             | |       |                         |
| | Чехманек                    | Вратари                                                                                             | Грэм  | Судья: Вячеслав Буланов |
| | Голы:                       | |       | Судья: Вячеслав Буланов |
| Часлава (Выборны, Глинка) (бол.) 16:52 Иргл (Олеш, Плеканец) 34:37 Тенкрат (Марек) 47:51 Беднарж (Марек) 58:32 | 1:0 1:1 2:1 3:1 3:2 3:3 4:3 | 24:42 Сатер (Стемпняк, Кессел) 53:59 Лероуз (Баллард) (мен.) 55:37 Хатчинсон (Сатер, Кессел) (бол.) |       | Судья: Вячеслав Буланов |
| |                             | |       | Судья: Вячеслав Буланов |
| |                             | |       | Судья: Вячеслав Буланов |
| |                             | |       | Судья: Вячеслав Буланов |
| 47 мин | Штраф                       | 41 мин                                                                                              |       | Судья: Вячеслав Буланов |
| |                             | |       |                         |
| | 24                          | Броски                                                                                              | 23    |                         |

| 1 мая 2007 16:15 (UTC+2) | Австрия | 2 : 5 (1:2, 1:2, 0:1) | Беларусь | Арена Мытищи, Мытищи Зрителей: 4700 |

| Отчёт                                             | Отчёт                       | Отчёт | Отчёт        | Отчёт                   |
| ------------------------------------------------- | --------------------------- | --- | ------------ | ----------------------- |
|                                                   |                             | |              |                         |
|                                                   | Дивис                       | Вратари | Андрей Мезин | Судья: Юри-Петтери Ронн |
|                                                   | Голы:                       | |              | Судья: Юри-Петтери Ронн |
| Лакос (Зетцингер) (бол.) 18:40 Лакос (бол.) 24:24 | 0:1 0:2 1:2 2:2 2:3 2:4 2:5 | 3:06 Глебов (Угаров, Костючёнок) (бол.) 17:48 Дудик 27:10 Угаров (Антоненко, Заделенов) (бол.) 33:14 Антоненко (Заделенов, Костючёнок) (бол.) 54:34 Кулаков (Курилин) |              | Судья: Юри-Петтери Ронн |
|                                                   |                             | |              | Судья: Юри-Петтери Ронн |
|                                                   |                             | |              | Судья: Юри-Петтери Ронн |
|                                                   |                             | |              | Судья: Юри-Петтери Ронн |
| 18 мин                                            | Штраф                       | 8 мин |              | Судья: Юри-Петтери Ронн |
|                                                   |                             | |              |                         |
|                                                   | 29                          | Броски | 38           |                         |

### Группа С
Место проведения матчей — Мытищи
| Место | Команда  | И | В | ВО | ПО | П | Ш      | О |
| ----- | -------- | - | - | -- | -- | - | ------ | - |
| I     | Канада   | 3 | 3 | 0  | 0  | 0 | 12 — 8 | 9 |
| II    | Словакия | 3 | 2 | 0  | 0  | 1 | 12 — 6 | 6 |
| III   | Германия | 3 | 1 | 0  | 0  | 2 | 8 — 11 | 3 |
| IV    | Норвегия | 3 | 0 | 0  | 0  | 3 | 5 — 12 | 0 |

| 28 апреля 2007 16:15 (UTC+2) | Германия | 2 : 3 (1:1, 1:1, 0:1) | Канада | Арена Мытищи, Мытищи Зрителей: 4300 |

| Отчёт                                                             | Отчёт                | Отчёт | Отчёт         | Отчёт                         |
| ----------------------------------------------------------------- | -------------------- | --- | ------------- | ----------------------------- |
|                                                                   |                      | |               |                               |
|                                                                   | Дмитрий Кочнев 59:49 | Вратари | Дуэйн Ролосон | Судьи: Ренн Фонселиус Оскирко |
|                                                                   | Голы:                | |               | Судьи: Ренн Фонселиус Оскирко |
| Кристоф Ульманн (С. Фельски) 9:51 Роберт Дитрих (М. Хакерт) 21:23 | 1:0 1:1 1:2 2:2 2:3  | 17:39 Джамал Майерс (К. Мерфи, Дж. Чимера) 20:53 Эрик Стаал (Б. Джекмэн, Дж. Уильямс) 51:42 Джамал Майерс (Дж. Чимера) |               | Судьи: Ренн Фонселиус Оскирко |
|                                                                   |                      | |               | Судьи: Ренн Фонселиус Оскирко |
|                                                                   |                      | |               | Судьи: Ренн Фонселиус Оскирко |
|                                                                   |                      | |               | Судьи: Ренн Фонселиус Оскирко |
| 18 мин                                                            | Штраф                | 41 мин |               | Судьи: Ренн Фонселиус Оскирко |
|                                                                   |                      | |               |                               |
|                                                                   | 30 (14+12+4)         | Броски | 29 (8+14+7)   |                               |

| 28 апреля 2007 20:15 (UTC+2) | Словакия | 3 : 0 (2:0, 1:0, 0:0) | Норвегия | Арена Мытищи, Мытищи Зрителей: 2800 |

| Отчёт                                                                                         | Отчёт         | Отчёт   | Отчёт       | Отчёт         |
| --------------------------------------------------------------------------------------------- | ------------- | ------- | ----------- | ------------- |
|                                                                                               |               |         |             |               |
|                                                                                               | Ярослав Халак | Вратари | Гротнес     | Судья: Рейбер |
|                                                                                               | Голы:         |         |             | Судья: Рейбер |
| Урам (Шатан, Капуш) 12:00 Хара (Ковачик, Суровы) 12:51 Радивоевич (Сомик,Штрбак) (бол.) 37:39 | 1:0 2:0 3:0   |         |             | Судья: Рейбер |
|                                                                                               |               |         |             | Судья: Рейбер |
|                                                                                               |               |         |             | Судья: Рейбер |
|                                                                                               |               |         |             | Судья: Рейбер |
| 2 мин                                                                                         | Штраф         | 12 мин  |             | Судья: Рейбер |
|                                                                                               |               |         |             |               |
|                                                                                               | 33 (10+12+11) | Броски  | 24 (3+7+14) |               |

| 30 апреля 2007 16:15 (UTC+2) | Словакия | 5 : 1 (1:0, 1:0, 3:1) | Германия | Арена Мытищи, Мытищи Зрителей: 3800 |

| Отчёт | Отчёт                   | Отчёт                         | Отчёт       | Отчёт          |
| --- | ----------------------- | ----------------------------- | ----------- | -------------- |
| |                         |                               |             |                |
| | Крижан                  | Вратари                       | Йонас       | Судья: Курманн |
| | Голы:                   |                               |             | Судья: Курманн |
| Подградски (бол.) 8:14 Подградски (Капуш, Шатан) (бол.) 22:42 Капуш (Шатан, Урам) 49:15 Габорик (Хосса) 56:53 Сомик (Кукумберг) 58:16 | 1:0 2:0 2:1 3:1 4:1 5:1 | 47:30 Ульманн (Вольф, Дитрих) |             | Судья: Курманн |
| |                         |                               |             | Судья: Курманн |
| |                         |                               |             | Судья: Курманн |
| |                         |                               |             | Судья: Курманн |
| 14 мин | Штраф                   | 18 мин                        |             | Судья: Курманн |
| |                         |                               |             |                |
| | 32 (9+8+15)             | Броски                        | 29 (8+9+12) |                |

| 30 апреля 2007 20:15 (UTC+2) | Канада | 4 : 2 (2:1, 0:1, 2:0) | Норвегия | Арена Мытищи, Мытищи Зрителей: 3300 |

| Отчёт | Отчёт                   | Отчёт                                                      | Отчёт         | Отчёт          |
| --- | ----------------------- | ---------------------------------------------------------- | ------------- | -------------- |
| |                         |                                                            |               |                |
| | Уорд                    | Вратари                                                    | Гротнес 58:37 | Судья: Буланов |
| | Голы:                   |                                                            |               | Судья: Буланов |
| Нэш (Хэмьюс, Тэйыз) 13:24 Чимера (Макклемент) 15:17 Доун (Брюэр) (бол.) 40:22 Уильямс (Мерфи) (бол.) 49:44 | 0:1 1:1 2:1 2:2 3:2 4:2 | 9:29 Спетс (Олимб) 32:14 Андерсен (Якобсен, Хансен) (бол.) |               | Судья: Буланов |
| |                         |                                                            |               | Судья: Буланов |
| |                         |                                                            |               | Судья: Буланов |
| |                         |                                                            |               | Судья: Буланов |
| 16 мин | Штраф                   | 16 мин                                                     |               | Судья: Буланов |
| |                         |                                                            |               |                |
| | 36 (11+12+13)           | Броски                                                     | 23 (12+9+2)   |                |

| 2 мая 2007 16:15 (UTC+2) | Норвегия | 3 : 5 (0:2, 3:3, 0:0) | Германия | Арена Мытищи, Мытищи Зрителей: 2200 |

| Отчёт                                                                                              | Отчёт                           | Отчёт | Отчёт   | Отчёт       |
| -------------------------------------------------------------------------------------------------- | ------------------------------- | --- | ------- | ----------- |
| |                                 | |         |             |
| | Патцольд                        | Вратари | Гротнес | Судья: Ренн |
| | Голы:                           | |         | Судья: Ренн |
| Тригг (Бастиансен, Олимб) 22:08 Аск (Лунд, Торесен) 23:02 Л.Э.Спец (Хансен, Андерсен) (бол.) 23:50 | 0:1 0:2 1:2 2:2 3:2 3:3 3:4 3:5 | Хакерт (Гогулла, Анчичка)(бол.) 8:11 Вольф (Гогулла, Дитрих) 14:45 Вольф (Хакерт) 24:25 Трипп (Бакош, Анчичка) (бол.) 26:58 Барта (Вольф) 32:51 |         | Судья: Ренн |
| |                                 | |         | Судья: Ренн |
| |                                 | |         | Судья: Ренн |
| |                                 | |         | Судья: Ренн |
| 18 мин                                                                                             | Штраф                           | 18 мин |         | Судья: Ренн |
| |                                 | |         |             |
| | 23                              | Броски | 28      |             |

| 2 мая 2007 20:15 (UTC+2) | Канада | 5 : 4 (1:1, 3:2, 1:1) | Словакия | Арена Мытищи, Мытищи Зрителей: 6500 |

| Отчёт | Отчёт                               | Отчёт | Отчёт         | Отчёт             |
| --- | ----------------------------------- | --- | ------------- | ----------------- |
| |                                     | |               |                   |
| | Дуэйн Ролосон                       | Вратари | Ярослав Халак | Судья: Виннерборг |
| | Голы:                               | |               | Судья: Виннерборг |
| Мерфи (Р. Нэш, Дж. Тэйвз) (бол.) 3:39 Джамал Майерс (Дж. Макклемент, Дж. Чимера) 20:25 Эрик Брюэр (Д. Фанеф, Тоуз) (бол.) 31:27 Дэн Хэмхус (Р. Нэш, М. Ломбарди) 35:09 Рик Нэш (Дж. Тэйвз, Мерфи) (бол.) | 0:1 1:1 2:1 3:1 3:2 4:2 4:3 4:4 5:4 | 2:05 Юрчина (Демитра, Габорик) (бол.) 33:48 Хосса (Габорик) 37:37 Урам (Подградски, Капуш) 43:38 Шатан (Капуш, Урам) |               | Судья: Виннерборг |
| |                                     | |               | Судья: Виннерборг |
| |                                     | |               | Судья: Виннерборг |
| |                                     | |               | Судья: Виннерборг |
| 10 мин | Штраф                               | 8 мин |               | Судья: Виннерборг |
| |                                     | |               |                   |
| | 21                                  | Броски | 18            |                   |

### Группа D
Место проведения матчей — Москва
| Место | Команда   | И | В | ВО | ПО | П | Ш      | О |
| ----- | --------- | - | - | -- | -- | - | ------ | - |
| I     | Россия    | 3 | 3 | 0  | 0  | 0 | 22 — 6 | 9 |
| II    | Финляндия | 3 | 2 | 0  | 0  | 1 | 15 — 7 | 6 |
| III   | Дания     | 3 | 1 | 0  | 0  | 2 | 7 — 18 | 3 |
| IV    | Украина   | 3 | 0 | 0  | 0  | 3 | 4 — 17 | 0 |

Результаты
| 27 апреля 2007 17.15 (UTC+2) | Украина | 0 : 5 (0:1, 0:3, 0:1) | Финляндия | Мегаспорт, Москва Зрителей: 6500 |

| Отчёт | Отчёт               | Отчёт | Отчёт           | Отчёт                      |
| ----- | ------------------- | --- | --------------- | -------------------------- |
|       |                     | |                 |                            |
|       | Игорь Карпенко      | Вратари | Фредрик Норрена | Судьи: Минарж Феола Поузар |
|       | Голы:               | |                 | Судьи: Минарж Феола Поузар |
|       | 0:1 0:2 0:3 0:4 0:5 | 12:07 Пекка Сараво (В. Пелтонен, М. Койву) 24:06 Шон Бергенхайм (Т. Каллио, П. Нуммелин) 27:18 Тимо Пассинен (П. Контиола, П. Нуммелин, бол) 33:08 Тимо Пассинен (Т. Мантиля, П. Сараво, бол) 51:28 Петри Контиола (Ш. Бергенхайм, мен) |                 | Судьи: Минарж Феола Поузар |
|       |                     | |                 | Судьи: Минарж Феола Поузар |
|       |                     | |                 | Судьи: Минарж Феола Поузар |
|       |                     | |                 | Судьи: Минарж Феола Поузар |
|       |                     | |                 | Судьи: Минарж Феола Поузар |
|       |                     | |                 |                            |

| 27 апреля 2007 21.15 (UTC+2) | Россия | 9 : 1 (3:1, 5:0, 1:0) | Дания | Мегаспорт, Москва Зрителей: 12 000 |

| Отчёт | Отчёт                                   | Отчёт                                        | Отчёт                                               | Отчёт                   |
| --- | --------------------------------------- | -------------------------------------------- | --------------------------------------------------- | ----------------------- |
| |                                         |                                              |                                                     |                         |
| | Василий Кошечкин 00:00 - 60:00          | Вратари                                      | 00:00 - 32:13 Петер Хирш 32:13 - 60:00 Майкл Мэдсен | Судьи: Шютц Лосье Масик |
| | Голы:                                   |                                              |                                                     | Судьи: Шютц Лосье Масик |
| Данис Зарипов (С. Зиновьев, А. Морозов) 00:28 Илья Никулин (А. Морозов) 03:32 Евгений Малкин (С. Гончар) 03:54 Петр Счастливый (В. Атюшов) 22:24 Андрей Марков (А. Фролов, И. Ковальчук) 25:38 Алексей Морозов (Д. Зарипов,С. Зиновьев) 27:20 Николай Кулемин (А. Овечкин, И. Непряев) 29:44 Александр Овечкин (И. Непряев, Н. Кулемин) 32:13 Александр Фролов (С. Гончар) 55:43 | 1:0 2:0 3:0 3:1 4:1 5:1 6:1 7:1 8:1 9:1 | 17:20 Петер Регин (Д. Нильсен, Р. Андреасен) |                                                     | Судьи: Шютц Лосье Масик |
| |                                         |                                              |                                                     | Судьи: Шютц Лосье Масик |
| |                                         |                                              |                                                     | Судьи: Шютц Лосье Масик |
| |                                         |                                              |                                                     | Судьи: Шютц Лосье Масик |
| |                                         |                                              |                                                     | Судьи: Шютц Лосье Масик |
| |                                         |                                              |                                                     |                         |

| 29 апреля 2007 16.15 (UTC+2) | Финляндия | 6 : 2 (3:1, 1:0, 2:1) | Дания | Мегаспорт, Москва Зрителей: 6620 |

| Отчёт | Отчёт                           | Отчёт                                                                       | Отчёт                      | Отчёт                    |
| --- | ------------------------------- | --------------------------------------------------------------------------- | -------------------------- | ------------------------ |
| |                                 |                                                                             |                            |                          |
| | Кари Лехтонен 00:00 - 60:00     | Вратари                                                                     | 00:00 - 60:00 Майкл Мэдсен | Судьи: Йонак Лосье Уэрли |
| | Голы:                           |                                                                             |                            | Судьи: Йонак Лосье Уэрли |
| Петтери Нуммелин (В. Пелтонен) 07:36 Микко Койву 14:09 Петтери Нуммелин (П. Контиола, В. Пелтонен) 18:48 Вилле Пелтонен (П. Контиола) 23:28 Аки-Петтери Берг (П. Контиола, Ш. Бергенхейм) 41:37 Юкка Хентунен (Н. Капанен) 50:42 | 1:0 1:1 2:1 3:1 4:1 5:1 6:1 6:2 | 12:49 Джеспер Дамгаард (К. Стаал) 54:43 Кристофер Каерграард (Дж. Дамгаард) |                            | Судьи: Йонак Лосье Уэрли |
| |                                 |                                                                             |                            | Судьи: Йонак Лосье Уэрли |
| |                                 |                                                                             |                            | Судьи: Йонак Лосье Уэрли |
| |                                 |                                                                             |                            | Судьи: Йонак Лосье Уэрли |
| |                                 |                                                                             |                            | Судьи: Йонак Лосье Уэрли |
| |                                 |                                                                             |                            |                          |

| 29 апреля 2007 20.15 (UTC+2) | Россия | 8 : 1 (2:1, 3:0, 3:0) | Украина | Мегаспорт, Москва Зрителей: 14 000 |

| Отчёт | Отчёт                               | Отчёт                                            | Отчёт                                                       | Отчёт                           |
| --- | ----------------------------------- | ------------------------------------------------ | ----------------------------------------------------------- | ------------------------------- |
| |                                     |                                                  |                                                             |                                 |
| | Александр Ерёменко 00:00—60:00      | Вратари                                          | 00:00—52:18 Александр Фёдоров 52:18—60:00 Вадим Селивёрстов | Судьи: Минарж Гемейнхардт Масик |
| | Голы:                               |                                                  |                                                             | Судьи: Минарж Гемейнхардт Масик |
| Алексей Морозов (С. Зиновьев) 09:38 Сергей Зиновьев (Д. Зарипов, А. Морозов) 12:22 Илья Никулин (С. Зиновьев, Д. Зарипов) 25:15 Виталий Прошкин (А. Морозов) 32:01 Алексей Морозов (С. Зиновьев) 39:19 Александр Радулов (В. Атюшов, А. Овечкин) 45:40 Алексей Морозов (Д. Зарипов,С. Зиновьев) 51:40 Александр Фролов (А. Марков,С. Гончар) 56:37 | 0:1 1:1 2:1 3:1 4:1 5:1 6:1 7:1 8:1 | 04:00 Сергей Климентьев (Д. Цюрил, О. Матвейчук) |                                                             | Судьи: Минарж Гемейнхардт Масик |
| |                                     |                                                  |                                                             | Судьи: Минарж Гемейнхардт Масик |
| |                                     |                                                  |                                                             | Судьи: Минарж Гемейнхардт Масик |
| |                                     |                                                  |                                                             | Судьи: Минарж Гемейнхардт Масик |
| |                                     |                                                  |                                                             | Судьи: Минарж Гемейнхардт Масик |
| |                                     |                                                  |                                                             |                                 |

| 1 мая 2007 16.15 (UTC+2) | Дания | 4 : 3 (3:2, 1:0, 0:1) | Украина | Мегаспорт, Москва Зрителей: 6720 |

| Отчёт | Отчёт                       | Отчёт | Отчёт                                                           | Отчёт                     |
| --- | --------------------------- | --- | --------------------------------------------------------------- | ------------------------- |
| |                             | |                                                                 |                           |
| | Петер Хирш 00:00 - 60:00    | Вратари | 00:00 - 40:00 Вадим Селиверстов 40:00 - 60:00 Александр Федоров | Судьи: Рейбер Уэрли Затта |
| | Голы:                       | |                                                                 | Судьи: Рейбер Уэрли Затта |
| Кирилл Старков (Ф. Нильсен, П. Регин) 01:26 Расмус Пандер (П. Регин) 10:31 Ким Стаал (Р. Пандер, П. Регин) 13:13 Ким Стаал (Дж. Дамгаард, М. Грин) 30:36 | 1:0 1:1 2:1 3:1 3:2 4:2 4:3 | 07:36 Александр Матерухин (О. Шафаренко) 13:39 Александр Матвийчук (В. Бобровников) 52:23 Роман Сальников (В. Олецкий, В. Завальнюк) |                                                                 | Судьи: Рейбер Уэрли Затта |
| |                             | |                                                                 | Судьи: Рейбер Уэрли Затта |
| |                             | |                                                                 | Судьи: Рейбер Уэрли Затта |
| |                             | |                                                                 | Судьи: Рейбер Уэрли Затта |
| |                             | |                                                                 | Судьи: Рейбер Уэрли Затта |
| |                             | |                                                                 |                           |

| 1 мая 2007 20.15 (UTC+2) | Финляндия | 4 : 5 (1:2, 0:2, 3:1) | Россия | Мегаспорт, Москва Зрителей: 12 000 |

| Отчёт | Отчёт                               | Отчёт | Отчёт                          | Отчёт                                        |
| --- | ----------------------------------- | --- | ------------------------------ | -------------------------------------------- |
| |                                     | |                                |                                              |
| | Фредрик Норрена 00:00 - 60:00       | Вратари | 00:00 - 60:00 Василий Кошечкин | Судьи: Гай Пеллерин Петер Феола Силвен Лосье |
| | Голы:                               | |                                | Судьи: Гай Пеллерин Петер Феола Силвен Лосье |
| Туомо Рууту (Н.Капанен, Т. Мантиля) 13:11 Юкка Хентунен (Н.Капанен, Л. Кукконен) 43:37 Йери Лехтинен (В. Пелтонен, П.Нуммелин) 48:53 Петтери Нуммелин (Т. Рууту) 54:09 | 0:1 1:1 1:2 1:3 1:4 2:4 3:4 3:5 4:5 | 06:38 Николай Кулемин (А. Емелин, И. Непряев) 17:40 Данис Зарипов (С. Зиновьев,А. Морозов) 23:49 Сергей Гончар (А. Марков, И. Ковальчук) 26:08 Алексей Морозов (С. Зиновьев, Д. Зарипов) 52:21 Петр Счастливый (Д. Гребешков) |                                | Судьи: Гай Пеллерин Петер Феола Силвен Лосье |
| |                                     | |                                | Судьи: Гай Пеллерин Петер Феола Силвен Лосье |
| |                                     | |                                | Судьи: Гай Пеллерин Петер Феола Силвен Лосье |
| |                                     | |                                | Судьи: Гай Пеллерин Петер Феола Силвен Лосье |
| 43 мин | Штраф                               | 20 мин |                                | Судьи: Гай Пеллерин Петер Феола Силвен Лосье |
| |                                     | |                                |                                              |
| | 25 (7+6+12)                         | Броски | 34 (9+17+8)                    |                                              |

Время начала матчей — московское.

## Квалификационный этап

### Группа E
Место проведения матчей — Москва

#### Положение
| Место | Команда   | И | В | ВО | ПО | П | Ш       | РШ  | О  |
| ----- | --------- | - | - | -- | -- | - | ------- | --- | -- |
| I     | Россия    | 5 | 5 | 0  | 0  | 0 | 27 — 10 | 17  | 15 |
| II    | Швеция    | 5 | 4 | 0  | 0  | 1 | 21 — 7  | 14  | 12 |
| III   | Финляндия | 5 | 3 | 0  | 0  | 2 | 15 — 8  | 7   | 9  |
| IV    | Швейцария | 5 | 2 | 0  | 0  | 3 | 9 — 16  | -7  | 6  |
| V     | Дания     | 5 | 1 | 0  | 0  | 4 | 11 — 26 | -15 | 3  |
| VI    | Италия    | 5 | 0 | 0  | 0  | 5 | 4 — 20  | -16 | 0  |

#### Результаты
| 3 мая 2007 16.15 (UTC+2) | Швейцария | 0 : 2 (0:0, 0:0, 0:2) | Финляндия | Мегаспорт, Москва Зрителей: 5010 |

| Отчёт  | Отчёт                                     | Отчёт                                                                                         | Отчёт         | Отчёт                                      |
| ------ | ----------------------------------------- | --------------------------------------------------------------------------------------------- | ------------- | ------------------------------------------ |
|        |                                           |                                                                                               |               |                                            |
|        | Йонас Хиллер 58:30 - 59:00, 59:06 - 59:46 | Вратари                                                                                       | Кари Лехтонен | Судьи: Петер Йонак Иван Дедюля Милан Машик |
|        | Голы:                                     |                                                                                               |               | Судьи: Петер Йонак Иван Дедюля Милан Машик |
|        | 0:1 0:2                                   | 51:27 Туомо Рууту (П. Нуммелин, А. Миеттинен) 59:46 Вилле Пелтонен (П. Нуммелин, Й. Лехтинен) |               | Судьи: Петер Йонак Иван Дедюля Милан Машик |
|        |                                           |                                                                                               |               | Судьи: Петер Йонак Иван Дедюля Милан Машик |
|        |                                           |                                                                                               |               | Судьи: Петер Йонак Иван Дедюля Милан Машик |
|        |                                           |                                                                                               |               | Судьи: Петер Йонак Иван Дедюля Милан Машик |
| 10 мин | Штраф                                     | 20 мин                                                                                        |               | Судьи: Петер Йонак Иван Дедюля Милан Машик |
|        |                                           |                                                                                               |               |                                            |
|        | 18 (6+4+8)                                | Броски                                                                                        | 31 (11+7+13)  |                                            |

| 3 мая 2007 20:15 (UTC+2) | Дания | 2 : 5 (2:2, 0:1, 0:2) | Швеция | Мегаспорт, Москва Зрителей: 3800 |

| Отчёт                                                                           | Отчёт                       | Отчёт | Отчёт              | Отчёт                                     |
| ------------------------------------------------------------------------------- | --------------------------- | --- | ------------------ | ----------------------------------------- |
|                                                                                 |                             | |                    |                                           |
|                                                                                 | Майкл Мэдсен 00:00-59:15    | Вратари | Даниэль Хенрикссон | Судьи: Милан Минар Петер Феола Лука Затта |
|                                                                                 | Голы:                       | |                    | Судьи: Милан Минар Петер Феола Лука Затта |
| Мортен Мадсен (И. Нильсен) 02:27 Петер Регин (Д. Нильсен, К. Старков) бол 06:40 | 1:0 2:0 1:2 2:2 2:3 2:4 2:5 | 13:38 (бол) Кенни Йонссон (Й.Йонссон, Т. Мартенссон) 17:57 (бол) Йохан Акерман (Д. Тарнстрем, Ф. Варг) 33:49 (бол) Йохан Давидссон (П. Халлберг, Ф. Бремберг) 57:23 Магнус Йоханссон (Т. Мартенссон) 59:53 (мен) Йохан Давидссон (Й.Йонссон) |                    | Судьи: Милан Минар Петер Феола Лука Затта |
|                                                                                 |                             | |                    | Судьи: Милан Минар Петер Феола Лука Затта |
|                                                                                 |                             | |                    | Судьи: Милан Минар Петер Феола Лука Затта |
|                                                                                 |                             | |                    | Судьи: Милан Минар Петер Феола Лука Затта |
| 28 мин                                                                          | Штраф                       | 14 мин |                    | Судьи: Милан Минар Петер Феола Лука Затта |
|                                                                                 |                             | |                    |                                           |
|                                                                                 | 36 (17+12+7)                | Броски | 13 (3+3+7)         |                                           |

| 4 мая 2007 20:15 (UTC+2) | Россия | 3 : 0 (0:0, 1:0, 2:0) | Италия | Мегаспорт, Москва Зрителей: 10 100 |

| Отчёт | Отчёт                            | Отчёт   | Отчёт                          | Отчёт                                             |
| --- | -------------------------------- | ------- | ------------------------------ | ------------------------------------------------- |
| |                                  |         |                                |                                                   |
| | Александр Еременко 00:00 - 60:00 | Вратари | 00:00 - 60:00 Джейсон Муццатти | Судьи: Рихард Шютц Томас Гемайнхардт Роман Поузар |
| | Голы:                            |         |                                | Судьи: Рихард Шютц Томас Гемайнхардт Роман Поузар |
| Илья Ковальчук (Е. Малкин, А. Фролов) 34:17 Александр Фролов (И. Ковальчук) 53:35 Алексей Морозов (С. Зиновьев, Д. Зарипов) (бол) 59:56 | 1:0 2:0 3:0                      |         |                                | Судьи: Рихард Шютц Томас Гемайнхардт Роман Поузар |
| |                                  |         |                                | Судьи: Рихард Шютц Томас Гемайнхардт Роман Поузар |
| |                                  |         |                                | Судьи: Рихард Шютц Томас Гемайнхардт Роман Поузар |
| |                                  |         |                                | Судьи: Рихард Шютц Томас Гемайнхардт Роман Поузар |
| 6 мин | Штраф                            | 28 мин  |                                | Судьи: Рихард Шютц Томас Гемайнхардт Роман Поузар |
| |                                  |         |                                |                                                   |
| | 36 (11+13+12)                    | Броски  | 9 (2+4+3)                      |                                                   |

| 5 мая 2007 16:15 (UTC+2) | Швейцария | 4 : 1 (1:0, 2:1, 1:0) | Дания | Мегаспорт, Москва Зрителей: 6200 |

| Отчёт | Отчёт                      | Отчёт                               | Отчёт                        | Отчёт                                            |
| --- | -------------------------- | ----------------------------------- | ---------------------------- | ------------------------------------------------ |
| |                            |                                     |                              |                                                  |
| | Йонас Хиллер 00:00 - 60:00 | Вратари                             | 00:00 - 60:00 Михаэль Мадсен | Судьи: Вячеслав Буланов Петер Феола Роман Поузар |
| | Голы:                      |                                     |                              | Судьи: Вячеслав Буланов Петер Феола Роман Поузар |
| Тибо Монне (Г. Безина, А. Вихзер) (бол) 13:19 Пауль ди Пьетро (Р. Лемм, М. Штрайт) (бол) 26:20 Жюльен Шпрунгер (М. Штрайт) 32:06 Жюльен Шпрунгер (А. Вихзер, Т. Монне) 49:34 | 1:0 2:0 3:0 3:1 4:1        | 36:41 (бол) Йеспер Дамгор (К. Стол) |                              | Судьи: Вячеслав Буланов Петер Феола Роман Поузар |
| |                            |                                     |                              | Судьи: Вячеслав Буланов Петер Феола Роман Поузар |
| |                            |                                     |                              | Судьи: Вячеслав Буланов Петер Феола Роман Поузар |
| |                            |                                     |                              | Судьи: Вячеслав Буланов Петер Феола Роман Поузар |
| 10 мин | Штраф                      | 12 мин                              |                              | Судьи: Вячеслав Буланов Петер Феола Роман Поузар |
| |                            |                                     |                              |                                                  |
| | 20 (11+4+5)                | Броски                              | 22 (5+9+8)                   |                                                  |

| 5 мая 2007 20:15 (UTC+2) | Финляндия | 3 : 0 (2:0, 0:0, 1:0) | Италия | Мегаспорт, Москва Зрителей: 4850 |

| Отчёт | Отчёт                         | Отчёт   | Отчёт                     | Отчёт                                       |
| --- | ----------------------------- | ------- | ------------------------- | ------------------------------------------- |
| |                               |         |                           |                                             |
| | Фредрик Норрена 00:00 - 60:00 | Вратари | 00:00 - 60:00 Гюнтер Хелл | Судьи: Оле Хансен Ронни Якобсен Милан Машик |
| | Голы:                         |         |                           | Судьи: Оле Хансен Ронни Якобсен Милан Машик |
| Яри Виухкола (В. Пелтонен, Й. Лехтинен) (бол) 7:29 Юкка Хентунен (Я.Рууту, Н. Капанен) 18:48 Яри Виухкола (Н. Капанен, Ю. Хентунен) 42:31 | 1:0 2:0 3:0                   |         |                           | Судьи: Оле Хансен Ронни Якобсен Милан Машик |
| |                               |         |                           | Судьи: Оле Хансен Ронни Якобсен Милан Машик |
| |                               |         |                           | Судьи: Оле Хансен Ронни Якобсен Милан Машик |
| |                               |         |                           | Судьи: Оле Хансен Ронни Якобсен Милан Машик |
| 4 мин | Штраф                         | 8 мин   |                           | Судьи: Оле Хансен Ронни Якобсен Милан Машик |
| |                               |         |                           |                                             |
| | 29 (9+7+13)                   | Броски  | 13 (2+7+4)                |                                             |

| 6 мая 2007 16.15 (UTC+2) | Россия | 6 : 3 (2:0, 1:1, 3:2) | Швейцария | Мегаспорт, Москва Зрителей: 12 000 |

| Отчёт | Отчёт                               | Отчёт                                                                                           | Отчёт                      | Отчёт                                       |
| --- | ----------------------------------- | ----------------------------------------------------------------------------------------------- | -------------------------- | ------------------------------------------- |
| |                                     |                                                                                                 |                            |                                             |
| | Василий Кошечкин 00:00 - 60:00      | Вратари                                                                                         | 00:00 - 60:00 Йонас Хиллер | Судьи: Милан Минарж Петер Феола Андрей Кича |
| | Голы:                               |                                                                                                 |                            | Судьи: Милан Минарж Петер Феола Андрей Кича |
| Сергей Зиновьев (Д. Зарипов) 00:34 Илья Ковальчук (А. Марков, В. Кошечкин) 13:50 Данис Зарипов (В. Прошкин, П. Счастливый) 29:44 Андрей Марков (Е. Малкин, И. Ковальчук) 42:00 Александр Фролов (А. Марков) 45:45 Петр Счастливый (А. Харитонов) 49:37 | 1:0 2:0 3:0 3:1 4:1 4:2 5:2 6:2 6:3 | 38:58 Марк Страйт (Р. Лемм) 42:26 Пауль ди Пьетро (М. Страйт) 51:30 Марк Райхерт (П. ди Пьетро) |                            | Судьи: Милан Минарж Петер Феола Андрей Кича |
| |                                     |                                                                                                 |                            | Судьи: Милан Минарж Петер Феола Андрей Кича |
| |                                     |                                                                                                 |                            | Судьи: Милан Минарж Петер Феола Андрей Кича |
| |                                     |                                                                                                 |                            | Судьи: Милан Минарж Петер Феола Андрей Кича |
| 35 мин | Штраф                               | 16 мин                                                                                          |                            | Судьи: Милан Минарж Петер Феола Андрей Кича |
| |                                     |                                                                                                 |                            |                                             |
| | 37 (9+9+19)                         | Броски                                                                                          | 16 (8+3+5)                 |                                             |

| 6 мая 2007 20:15 (UTC+2) | Швеция | 1 : 0 (1:0, 0:0, 0:0) | Финляндия | Мегаспорт, Москва Зрителей: 7200 |

| Отчёт                                       | Отчёт                      | Отчёт   | Отчёт                       | Отчёт                                       |
| ------------------------------------------- | -------------------------- | ------- | --------------------------- | ------------------------------------------- |
|                                             |                            |         |                             |                                             |
|                                             | Юхан Баклунд 00:00 - 60:00 | Вратари | 00:00 - 59:07 Кари Лехтонен | Судьи: Брент Рибер Иван Дедюля Силван Лосье |
|                                             | Голы:                      |         |                             | Судьи: Брент Рибер Иван Дедюля Силван Лосье |
| Йохан Окерман (Ф. Варг, Д. Тарнстрем) 15:53 | 1:0                        |         |                             | Судьи: Брент Рибер Иван Дедюля Силван Лосье |
|                                             |                            |         |                             | Судьи: Брент Рибер Иван Дедюля Силван Лосье |
|                                             |                            |         |                             | Судьи: Брент Рибер Иван Дедюля Силван Лосье |
|                                             |                            |         |                             | Судьи: Брент Рибер Иван Дедюля Силван Лосье |
| 18 мин                                      | Штраф                      | 10 мин  |                             | Судьи: Брент Рибер Иван Дедюля Силван Лосье |
|                                             |                            |         |                             |                                             |
|                                             | 21 (9+5+7)                 | Броски  | 38 (9+11+18)                |                                             |

| 7 мая 2007 16:15 (UTC+2) | Италия | 2 : 5 (0:3, 2:0, 0:2) | Дания | Мегаспорт, Москва Зрителей: 6000 |

| Отчёт                                                                                            | Отчёт                                      | Отчёт | Отчёт                    | Отчёт                                        |
| ------------------------------------------------------------------------------------------------ | ------------------------------------------ | --- | ------------------------ | -------------------------------------------- |
|                                                                                                  |                                            | |                          |                                              |
|                                                                                                  | Андреа Капрано (Гюнтер Хелл 06:51) - 60:00 | Вратари | 00:00 - 60:00 Петер Хирш | Судьи: Петер Йонак Ансис Эглитис Андрей Кича |
|                                                                                                  | Голы:                                      | |                          | Судьи: Петер Йонак Ансис Эглитис Андрей Кича |
| Джорджио Де Беттини (Дж. Цироне, К. Боргателло) 30:47 Роланд Рамозер (С. Маргони, Г. Хелл) 35:58 | 0:1 0:2 0:3 1:3 2:3 4:2 5:2                | 03:46 Бо Нордби Транхольм (К. Стаал, Д. Нильсен)(бол) 04:23 Петер Регин (Ф. Нильсен) 06:30 Йенс Нильсен (Р. Пандер, М. Кристенсен) 49:04 Расмус Олсен (Т. Дреслер, А. Андреасен) 55:29 Мадс Кристенсен (И. Нильсен, К. Кьяргорд) |                          | Судьи: Петер Йонак Ансис Эглитис Андрей Кича |
|                                                                                                  |                                            | |                          | Судьи: Петер Йонак Ансис Эглитис Андрей Кича |
|                                                                                                  |                                            | |                          | Судьи: Петер Йонак Ансис Эглитис Андрей Кича |
|                                                                                                  |                                            | |                          | Судьи: Петер Йонак Ансис Эглитис Андрей Кича |
| 8 мин                                                                                            | Штраф                                      | 29 мин |                          | Судьи: Петер Йонак Ансис Эглитис Андрей Кича |
|                                                                                                  |                                            | |                          |                                              |
|                                                                                                  | 26 (8+13+5)                                | Броски | 22 (11+4+7)              |                                              |

| 7 мая 2007 20:15 (UTC+2) | Швеция | 2 : 4 (1:1, 1:1, 0:2) | Россия | Мегаспорт, Москва Зрителей: 14 000 |

| Отчёт | Отчёт                                     | Отчёт | Отчёт                            | Отчёт                                        |
| --- | ----------------------------------------- | --- | -------------------------------- | -------------------------------------------- |
| |                                           | |                                  |                                              |
| | Эрик Эрсберг 00:00 - 58:42, 59:34 - 60:00 | Вратари | 00:00 - 60:00 Александр Еременко | Судьи: Гай Пеллерин Силван Лосье Милан Машик |
| | Голы:                                     | |                                  | Судьи: Гай Пеллерин Силван Лосье Милан Машик |
| Мартин Торнберг (Ю. Юнссон, Т. Мортенссон) (бол) 08:43 Александр Стин (Н. Бэкстрем, Т. Мортенссон) 38:22 | 1:0 1:1 1:2 2:2 2:3 2:4                   | 17:39 (бул) Алексей Морозов 23:27 Денис Гребешков (Е. Малкин, А. Харитонов) 49:53 Евгений Малкин (А. Марков, А. Фролов) 56:33 Алексей Морозов (С. Зиновьев) |                                  | Судьи: Гай Пеллерин Силван Лосье Милан Машик |
| |                                           | |                                  | Судьи: Гай Пеллерин Силван Лосье Милан Машик |
| |                                           | |                                  | Судьи: Гай Пеллерин Силван Лосье Милан Машик |
| |                                           | |                                  | Судьи: Гай Пеллерин Силван Лосье Милан Машик |
| 12 мин                                                                                                   | Штраф                                     | 16 мин |                                  | Судьи: Гай Пеллерин Силван Лосье Милан Машик |
| |                                           | |                                  |                                              |
| | 30 (11+10+9)                              | Броски | 31 (9+10+12)                     |                                              |

### Группа F
Место проведения матчей — Мытищи

#### Положение
| Место | Команда  | И | В | ВО | ПО | П | Ш       | РШ  | О  |
| ----- | -------- | - | - | -- | -- | - | ------- | --- | -- |
| I     | Канада   | 5 | 4 | 1  | 0  | 0 | 24 — 15 | 9   | 14 |
| II    | США      | 5 | 3 | 0  | 0  | 2 | 18 — 13 | 5   | 9  |
| III   | Словакия | 5 | 3 | 0  | 0  | 2 | 18 — 15 | 3   | 9  |
| IV    | Чехия    | 5 | 2 | 0  | 1  | 2 | 17 — 14 | 3   | 7  |
| V     | Германия | 5 | 2 | 0  | 0  | 3 | 11 — 16 | -5  | 6  |
| VI    | Беларусь | 5 | 0 | 0  | 0  | 5 | 14 — 29 | -15 | 0  |

#### Результаты
Время начала матчей — московское.
| Дата  | Время | Команды             | Счёт                        |
| ----- | ----- | ------------------- | --------------------------- |
| 3 мая | 16.15 | США — Словакия      | 4:2 (2:1, 2:0, 0:1)         |
| 3 мая | 20.15 | Германия — Чехия    | 2:0 (1:0, 0:0, 1:0)         |
| 4 мая | 16.15 | Канада — Беларусь   | 6:3 (0:1, 5:0, 1:2)         |
| 5 мая | 16.15 | США — Германия      | 3:0 (1:0, 1:0, 1:0)         |
| 5 мая | 20.15 | Чехия — Словакия    | 2:3 (1:0, 0:2, 1:1)         |
| 6 мая | 16.15 | Словакия — Беларусь | 4:3 (1:1, 2:2, 1:0)         |
| 6 мая | 20.15 | Чехия — Канада      | 3:4 ОТ (1:0, 1:1, 1:2, 0:1) |
| 7 мая | 16.15 | Беларусь — Германия | 5:6 (2:3, 2:1, 1:2)         |
| 7 мая | 20.15 | Канада — США        | 6:3 (4:0, 1:2, 1:1)         |

## Финальный раунд

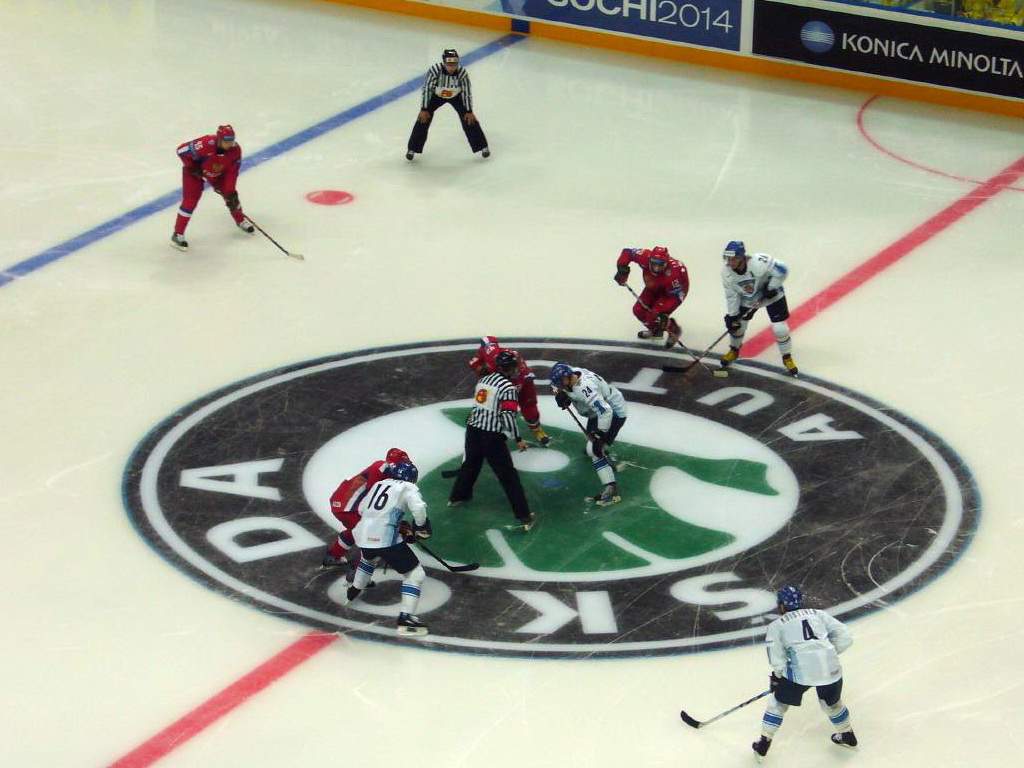
Полуфинальный матч между сборными России и Финляндии. Москва, «Ходынка Арена»

Место проведения матчей — Москва
Время начала матчей — московское.
|  | Четвертьфиналы | Четвертьфиналы |               |        | Полуфиналы        | Полуфиналы        |  |  | Финал         | Финал |
|  |                |                |               |        |                   |                   |  |  |               |       |
|  | 9 мая, 16:15   |                |               |        |                   |                   |  |  |               |       |
|  |                |                |               |        |                   |                   |  |  |               |       |
|  | Россия         | 4              |               |        |                   |                   |  |  |               |       |
|  | Россия         | 4              | 12 мая, 15:15 |        |                   |                   |  |  |               |       |
|  | Чехия          | 0              |               |        |                   |                   |  |  |               |       |
|  | Чехия          | 0              | Россия        | 1      |                   |                   |  |  |               |       |
|  | 10 мая, 20:15  |                | Россия        | 1      |                   |                   |  |  |               |       |
|  |                | Финляндия      | 2             |        |                   |                   |  |  |               |       |
|  | США            | Финляндия      | 2             | 4      |                   |                   |  |  |               |       |
|  | США            |                | 13 мая, 20:15 | 4      |                   |                   |  |  |               |       |
|  | Финляндия      | 5              |               |        |                   |                   |  |  |               |       |
|  | Финляндия      | 5              | Финляндия     | 2      |                   |                   |  |  |               |       |
|  | 9 мая, 20:15   |                | Финляндия     | 2      |                   |                   |  |  |               |       |
|  |                | Канада         | 4             |        |                   |                   |  |  |               |       |
|  | Швеция         | Канада         | 4             | 7      |                   |                   |  |  |               |       |
|  | Швеция         | 12 мая, 19:15  |               | 7      |                   |                   |  |  |               |       |
|  | Словакия       | 4              |               |        |                   |                   |  |  |               |       |
|  | Словакия       | 4              | Швеция        | 1      | Матч за 3-е место | Матч за 3-е место |  |  |               |       |
|  | 10 мая, 16:15  |                | Швеция        | 1      | Матч за 3-е место | Матч за 3-е место |  |  |               |       |
|  |                | Канада         | 4             |        |                   |                   |  |  |               |       |
|  | Канада         | Канада         | 4             | 5      | Россия            | 3                 |  |  |               |       |
|  | Канада         |                |               | 5      | Россия            | 3                 |  |  |               |       |
|  | Швейцария      | 1              |               | Швеция | 1                 |                   |  |  |               |       |
|  | Швейцария      | 1              |               |        | 1                 |                   |  |  |               |       |
|  |                |                |               |        |                   |                   |  |  | 13 мая, 16:15 |       |
|  |                |                |               |        |                   |                   |  |  |               |       |

### Матч за третье место
| 2007-05-13 16:15 | Россия | 3 : 1 (2:0, 1:0, 0:1) | Швеция | «Мегаспорт», Москва Зрителей: 7500 |

| Отчёт | Отчёт                            | Отчёт                                                | Отчёт                      | Отчёт                                                              |
| --- | -------------------------------- | ---------------------------------------------------- | -------------------------- | ------------------------------------------------------------------ |
| |                                  |                                                      |                            |                                                                    |
| | Александр Еременко 00:00 - 60:00 | Вратари                                              | 00:00 - 59:02 Юхан Баклунд | Судья: Гай Пеллерин Линейный судья: Стефан Фонселиус Сильван Лозье |
| | Голы:                            |                                                      |                            | Судья: Гай Пеллерин Линейный судья: Стефан Фонселиус Сильван Лозье |
| Алексей Емелин (Д. Зарипов, А. Фролов) мен 06:18 Сергей Зиновьев (А. Емелин, Д. Зарипов) 09:39 Александр Фролов (Е. Малкин, В. Атюшов) бол 21:04 | 1:0 2:0 3:0 3:1                  | 48:08 бол Александр Стин (Н. Бэкстрем, А. Строльман) |                            | Судья: Гай Пеллерин Линейный судья: Стефан Фонселиус Сильван Лозье |
| |                                  |                                                      |                            | Судья: Гай Пеллерин Линейный судья: Стефан Фонселиус Сильван Лозье |
| |                                  |                                                      |                            | Судья: Гай Пеллерин Линейный судья: Стефан Фонселиус Сильван Лозье |
| |                                  |                                                      |                            | Судья: Гай Пеллерин Линейный судья: Стефан Фонселиус Сильван Лозье |
| 12 мин | Штраф                            | 10 мин                                               |                            | Судья: Гай Пеллерин Линейный судья: Стефан Фонселиус Сильван Лозье |
| |                                  |                                                      |                            |                                                                    |
| | 20 (5+9+6)                       | Броски                                               | 33 (9+10+14)               |                                                                    |

### Финал
| 13 мая 2007 20:15 | Канада | 4 : 2 (2:0, 1:0, 1:2) | Финляндия | «Мегаспорт», Москва Зрителей: 12 000 |

| Отчёт | Отчёт                   | Отчёт                                                                 | Отчёт                       | Отчёт                                               |
| --- | ----------------------- | --------------------------------------------------------------------- | --------------------------- | --------------------------------------------------- |
| |                         |                                                                       |                             |                                                     |
| | Кэм Уорд 00:00 - 60:00  | Вратари                                                               | 00:00 - 59:12 Кари Лехтонен | Судьи: Маркус Виннеборг Андерс Карлберг Иван Дедюля |
| | Голы:                   |                                                                       |                             | Судьи: Маркус Виннеборг Андерс Карлберг Иван Дедюля |
| Рик Нэш (К. Мерфи, М. Ломбарди) 06:30 Джордан Стаал (Дж. Уильямс, М. Каммаллери) 13:48 Колби Армстронг (Дж. Стаал, Д. Фанёф) 29:11 Рик Нэш (М. Ломбарди, Ш. Доун) 58:54 | 1:0 2:0 3:0 3:1 3:2 4:2 | 51:08 Петри Контиола (В. Пелтонен) 57:44 Антти Миеттинен (М. Пиорала) |                             | Судьи: Маркус Виннеборг Андерс Карлберг Иван Дедюля |
| |                         |                                                                       |                             | Судьи: Маркус Виннеборг Андерс Карлберг Иван Дедюля |
| |                         |                                                                       |                             | Судьи: Маркус Виннеборг Андерс Карлберг Иван Дедюля |
| |                         |                                                                       |                             | Судьи: Маркус Виннеборг Андерс Карлберг Иван Дедюля |
| 8 мин | Штраф                   | 12 мин                                                                |                             | Судьи: Маркус Виннеборг Андерс Карлберг Иван Дедюля |
| |                         |                                                                       |                             |                                                     |
| | 18 (5+9+4)              | Броски                                                                | 22 (5+6+11)                 |                                                     |

## Утешительный раунд

### Положение
| Место | Команда  | И | В | ВО | ПО | П | Ш       | РШ | О |
| ----- | -------- | - | - | -- | -- | - | ------- | -- | - |
| 13.   | Латвия   | 3 | 2 | 0  | 0  | 1 | 14 — 8  | 6  | 6 |
| 14.   | Норвегия | 3 | 1 | 1  | 0  | 1 | 12 — 9  | 3  | 5 |
| 15.   | Австрия  | 3 | 1 | 0  | 1  | 1 | 11 — 12 | -1 | 4 |
| 16.   | Украина  | 3 | 1 | 0  | 0  | 2 | 7 — 15  | -8 | 3 |

### Результаты
Время начала матчей — московское.
| Дата  | Время | Команды            | Счёт                        | Арена  |
| ----- | ----- | ------------------ | --------------------------- | ------ |
| 4 мая | 16.15 | Австрия — Норвегия | 2:3 OT (0:0, 1:2, 1:0, 0:1) | Мытищи |
| 4 мая | 20.15 | Латвия — Украина   | 5:0 (2:0, 2:0, 1:0)         | Мытищи |
| 6 мая | 12.15 | Латвия — Австрия   | 5:1 (1:0, 1:0, 3:1)         | Москва |
| 6 мая | 12.15 | Украина — Норвегия | 3:2 (1:0, 1:2, 1:0)         | Мытищи |
| 7 мая | 12.15 | Австрия — Украина  | 8:4 (3:1, 3:2, 2:1)         | Москва |
| 7 мая | 12.15 | Норвегия — Латвия  | 7:4 (3:2, 3:0, 1:2)         | Мытищи |

## Итоговое положение команд
| Золото  | Канада    |
| Серебро | Финляндия |
| Бронза  | Россия    |
| 4.      | Швеция    |
| 5.      | США       |
| 6.      | Словакия  |
| 7.      | Чехия     |
| 8.      | Швейцария |
| 9.      | Германия  |
| 10.     | Дания     |
| 11.     | Беларусь  |
| 12.     | Италия    |
| 13.     | Латвия    |
| 14.     | Норвегия  |
| 15.     | Австрия   |
| 16.     | Украина   |

## Игроки, признанные лучшими
- Лучший вратарь —  Кари Лехтонен
- Лучший защитник —  Андрей Марков
- Лучший нападающий —  Алексей Морозов
- Самый ценный игрок —  Рик Нэш

## Символическая сборная
- Вратарь —  Кари Лехтонен
- Защитники —  Петтери Нуммелин,  Андрей Марков
- Нападающие —  Алексей Морозов,  Евгений Малкин,  Рик Нэш

## Лучшие игроки
- Лучший бомбардир —  Юхан Давидссон — 14 очков
- Лучший снайпер —  Алексей Морозов — 8 голов
- Лучшие по плюс/минус —  Данис Зарипов,  Сергей Зиновьев — +10
- Лучший вратарь —  Александр Ерёменко — −0,98 г., 95,74 % о.б.)

## Рекорды
- Самый быстрый гол на чемпионате забросил нападающий сборной Канады Джей Макклемент, который поразил ворота сборной США на восьмой секунде матча.

## Чемпион
| Чемпион мира по хоккею с шайбой 2007 |
| Канада Двадцать четвёртый титул      |